# 向松祚
向松祚（1965年1月28日—），湖北省秭归县周坪乡人，中國人民大學教授、中國人民大學國際貨幣研究所理事兼副所長、約翰霍普金斯大學應用經濟研究所高級研究員、中国经济学家。

## 簡歷
1965年1月28日出生於湖北省秭归县周坪乡。1982年9月—1986年7月，华中科技大学（原华中工学院）工学学士；1988年9月—1993年7月，中国人民大学经济学硕士、博士；1998年10月—1999年6月，英国剑桥大学经济系和嘉丁管理学院访问学者；1999年6月—2000年5月，美国哥伦比亚大学国际关系学院国际事务硕士MIA，经济政策管理專業；
工作經歷：1986年7月—1988年9月，就職华中科技大学（原华中工学院）助教和学生辅导员；1993年7月—1995年1月，任職深圳物业发展集团股份有限公司总裁办公室投资经理；1995年1月—1998年10月，任職中国人民银行深圳特区分行，历任资金计划处副处长、货币信贷处副处长、金融债权管理办公室主任；2000年—2009年3月，任職华友世纪通讯有限公司董事长；2009年3月—10月，任職华友世纪控股(美国纳斯达克上市公司)总裁兼CEO；2009年10月--至今，任職中国人民大学国际货币研究所理事兼副所长；
2016年在新華網、價值線、吳曉波頻道主辦的《半程2016峰會》上指出，因為希望讓中國成為世界上最強大的國家，因此對中國期望非常高，對中國經濟的建議與意見較多，外界認為他對中國的經濟很悲觀，在峰會中他提出的數據包括：2008年中國總債務49兆佔GDP比率為155%，2016年中國總債務182兆佔GDP比率為260%。。2018年12月16日，向松祚在中国人民大学发表《四十年未有之大变局》的演讲。